# Ceratozona angusta
Ceratozona angusta är en blötdjursart som beskrevs av Thiele 1909. Ceratozona angusta ingår i släktet Ceratozona och familjen Ischnochitonidae. Inga underarter finns listade i Catalogue of Life.